# 安達太良山
37°38′50″N 140°16′51″E / 37.64722°N 140.28083°E

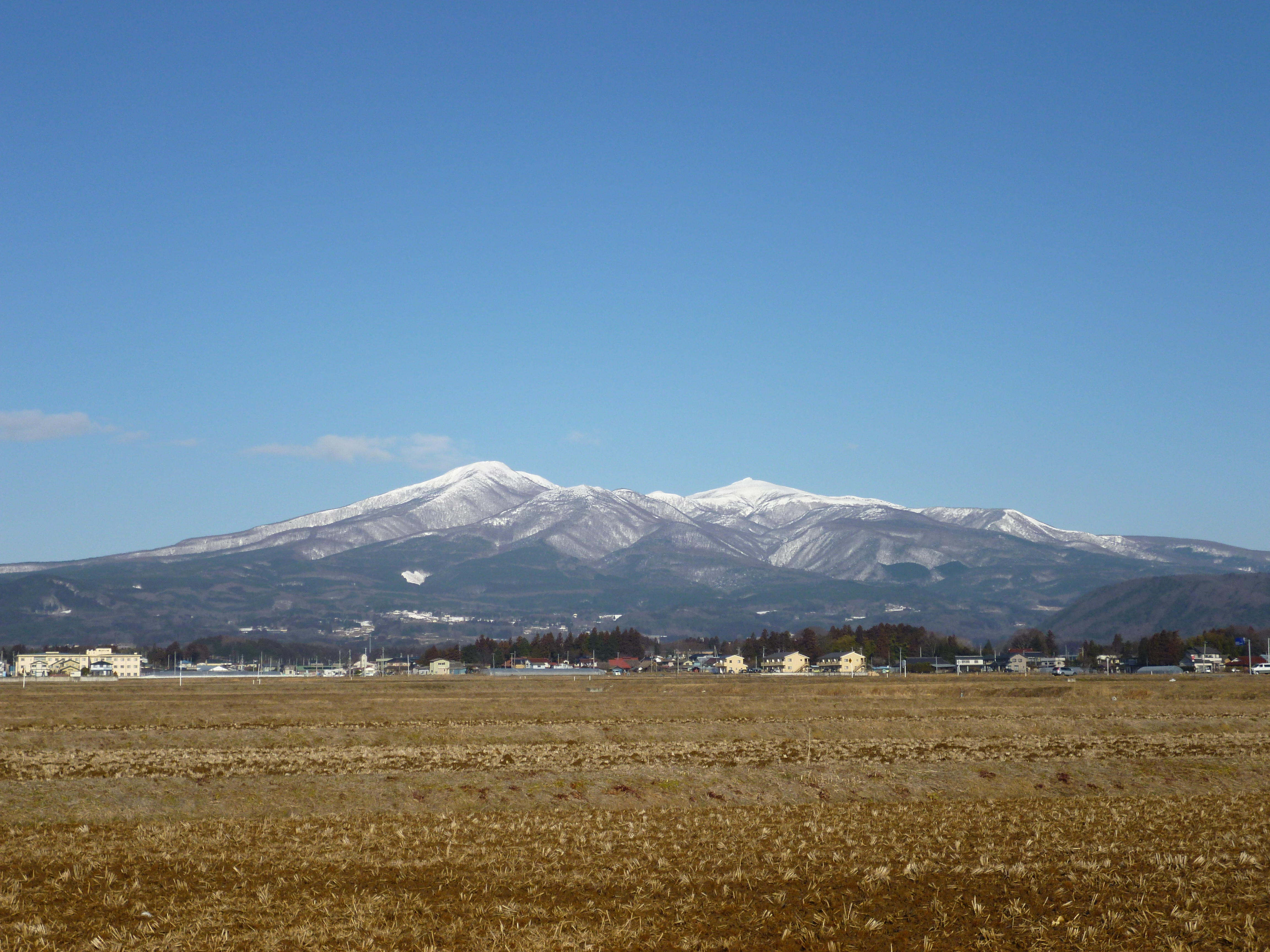
安達太良山

安達太良山（日语：安達太良山）是一座位於日本福島縣中部的活火山。安達太良山被列入日本百名山、新日本百名山、花之百名山和福島百名山。山頂設有二等三角点「大館平」1699.6m 。別名岳山（日语：だけやま）或安達太郎山。安達太良山在約80萬年前開始大規模火山活動，現在有時仍會噴發水蒸汽。

## 外部連結
- 吾妻山・安達太良山・磐梯山 火山防災副読本 （页面存档备份，存于） 防災科学技術研究所
- 吾妻山・安達太良山・磐梯山火山防災協議会
- 二本松市防災マップ 二本松市
- 国土地理院 地図閲覧サービス（箕輪山） （页面存档备份，存于） 国土地理院
- あだたら高原 観光情報 （页面存档备份，存于）
- 安達太良山のライブカメラ(静止画像) （页面存档备份，存于）